# Selección mapuche de fútbol
La Selección de fútbol Mapuche es el equipo que representa al Pueblo Mapuche en dicha disciplina. 
Mapuche no está afiliada a FIFA o Conmebol y, por lo tanto, no puede competir en la Copa Mundial de fútbol o la Copa América. 
Está afiliada a CSANF, una organización regional sudamericana compuesta por selecciones de pueblos y regiones no afiliadas a Conmebol. El 22 de mayo de 2019, la selección anunció su afiliación a ConIFA, convirtiéndose en la primera selección en Sudamérica en hacer parte de esa organización, que se compone de equipos no afiliados a la FIFA.
Desde julio de 2020 Mapuche también es miembro de la WUFA.
Mapuche participó de las tres ediciones del Campeonato Nacional de fútbol de Pueblos Originarios, saliendo campeón en 2015, y en otras dos oportunidades terminó con el subcampeonato.

## Desempeño en competiciones

### Campeonato nacional de fútbol de Pueblos Originarios
| Año   | Posición   | PJ | PG | PE | PP | GF | GC | DG  |
| ----- | ---------- | -- | -- | -- | -- | -- | -- | --- |
| 2012  | Subcampeón | 4  | 3  | 1  | 0  | 10 | 2  | +8  |
| 2013  | Subcampeón | 5  | 3  | 1  | 1  | 27 | 7  | +20 |
| 2015  | Campeón    | 5  | 4  | 1  | 0  | 23 | 4  | +19 |
| Total | 3/3        | 14 | 10 | 3  | 1  | 60 | 13 | +47 |

### Copa Mundial de Fútbol de ConIFA
| Año   | Posición         | PJ               | PG               | PE               | PP               | GF               | GC               | DG               |
| ----- | ---------------- | ---------------- | ---------------- | ---------------- | ---------------- | ---------------- | ---------------- | ---------------- |
| 2014  | No participó     | No participó     | No participó     | No participó     | No participó     | No participó     | No participó     | No participó     |
| 2016  | No participó     | No participó     | No participó     | No participó     | No participó     | No participó     | No participó     | No participó     |
| 2018  | No participó     | No participó     | No participó     | No participó     | No participó     | No participó     | No participó     | No participó     |
| 2020  | Evento cancelado | Evento cancelado | Evento cancelado | Evento cancelado | Evento cancelado | Evento cancelado | Evento cancelado | Evento cancelado |
| Total | 0/4              | 0                | 0                | 0                | 0                | 0                | 0                | 0                |

### Copa América de Fútbol de ConIFA
| Año   | Posición   | PJ | PG | PE | PP | GF | GC | DG |
| ----- | ---------- | -- | -- | -- | -- | -- | -- | -- |
| 2022  | Subcampeón | 2  | 1  | 0  | 1  | 3  | 2  | +1 |
| Total | 1/1        | 2  | 1  | 0  | 1  | 3  | 2  | +1 |

## Palmarés

### Torneos nacionales
- Campeonato nacional de fútbol de Pueblos Originarios (1): 2015
- Subcampeón (2)

2012, 2013

## Partidos

### Campeonato nacional de Pueblos Originarios
| Fecha                | Estadio                                  | Lugar           |         | Rival       | Resultado                                               |
| -------------------- | ---------------------------------------- | --------------- | ------- | ----------- | ------------------------------------------------------- |
| 20 de junio de 2012  | Estadio Bicentenario de la Florida       | Santiago, Chile | Mapuche | Aimara      | 2:0 Archivado el 9 de julio de 2020 en Wayback Machine. |
| 21 de junio de 2012  | Estadio Bicentenario de la Florida       | Santiago, Chile | Mapuche | Pehuenche   | 2:0                                                     |
| 23 de junio de 2012  | Estadio Nacional                         | Santiago, Chile | Mapuche | Lican Antay | 4:0                                                     |
| 24 de junio de 2012  | Estadio Bicentenario de la Florida       | Santiago, Chile | Mapuche | Rapa Nui    | 2:2 (2:4 pen.)                                          |
| 5 de agosto de 2013  | Estadio Municipal Ángel Navarrete Candia | Limache, Chile  | Mapuche | Kawésqar    | 10:1                                                    |
| 6 de agosto de 2013  | Estadio Municipal Ángel Navarrete Candia | Limache, Chile  | Mapuche | Kolla       | 13:0                                                    |
| 8 de agosto de 2013  | Estadio Municipal Ángel Navarrete Candia | Limache, Chile  | Mapuche | Quechuas    | 1:1                                                     |
| 9 de agosto de 2013  | Estadio Municipal Ángel Navarrete Candia | Limache, Chile  | Mapuche | Rapa Nui    | 3:2                                                     |
| 10 de agosto de 2013 | Estadio Municipal Ángel Navarrete Candia | Limache, Chile  | Mapuche | Huilliche   | 0:3                                                     |
| 20 de abril de 2015  | ?                                        | Chile           | Mapuche | Kolla       | 4:1                                                     |
| 21 de abril de 2015  | ?                                        | Chile           | Mapuche | Quechuas    | 9:1                                                     |
| 22 de abril de 2015  | ?                                        | Chile           | Mapuche | Aimara      | 1:1                                                     |
| 23 de abril de 2015  | ?                                        | Chile           | Mapuche | Kawésqar    | 8:1                                                     |
| 24 de abril de 2015  | ?                                        | Chile           | Mapuche | Aimara      | 1:0                                                     |

### Amistosos
| Fecha                 | Estadio                                  | Lugar          |         | Rival     | Resultado |
| --------------------- | ---------------------------------------- | -------------- | ------- | --------- | --------- |
| 22 de enero de 2011   | Estadio Carlos Schneeberger              | Temuco, Chile  | Mapuche | Aimara    | 1:1       |
| 23 de enero de 2011   | ??                                       | Chile          | Mapuche | Aimara    | 5:2       |
| 10 de octubre de 2014 | ??                                       | ??             | Mapuche | Aimara    | 3:4       |
| 15 de abril de 2017   | Estadio Fiscal Tucapel Bustamante Lastra | Linares, Chile | Mapuche | Esperanto | 8:1       |

### Copa América de Fútbol de ConIFA
| Fecha               | Estadio                   | Lugar          | Competición                           |         | Rival     | Resultado |
| ------------------- | ------------------------- | -------------- | ------------------------------------- | ------- | --------- | --------- |
| 17 de junio de 2022 | Estadio Fiscal de Linares | Linares, Chile | Copa América de Fútbol de ConIFA 2022 | Mapuche | Maule Sur | 0-1       |
| 18 de junio de 2022 | Estadio Fiscal de Linares | Linares, Chile | Copa América de Fútbol de ConIFA 2022 | Mapuche | Aimara    | 3-1       |

### Contra clubes
| Fecha                   | Estadio                     | Lugar         | Competición                              |         | Rival                                 | Resultado |
| ----------------------- | --------------------------- | ------------- | ---------------------------------------- | ------- | ------------------------------------- | --------- |
| 21 de enero de 2007     | Estadio Carlos Schneeberger | Temuco, Chile | Amistoso                                 | Mapuche | Combinado de Teodoro Schmidt          | 8-2       |
| 28 de diciembre de 2011 | Estadio Puerto Nuevo        | Temuco, Chile | Amistoso                                 | Mapuche | Deportivo Dante de Nueva Imperial     | 0-3       |
| 3 de enero de 2012      | Estadio Carlos Schneeberger | Temuco, Chile | Amistoso                                 | Mapuche | General Quepe                         | 4-2       |
| 20 de enero de 2012     | ??                          | Chile         | Amistoso                                 | Mapuche | CD Comercial                          | 1-2       |
| 26 de enero de 2012     | Estadio German Becker       | Temuco, Chile | Amistoso                                 | Mapuche | Consejo Maquehue                      | 1-1       |
| 28 de enero de 2012     | Estadio German Becker       | Temuco, Chile | Amistoso                                 | Mapuche | Consejo Maquehue                      | 6-3       |
| 3 de febrero de 2012    | ??                          | Chile         | Amistoso                                 | Mapuche | Pizarro                               | 3-0       |
| 9 de febrero de 2012    | ??                          | Chile         | Amistoso                                 | Mapuche | Deportivo Meza PLC                    | 5-3       |
| 10 de febrero de 2012   | ??                          | Chile         | Amistoso                                 | Mapuche | Universidad de Chile Filial IX Región | 5-0       |
| 16 de febrero de 2012   | ??                          | Chile         | Amistoso                                 | Mapuche | Misional                              | 5-1       |
| 24 de febrero de 2012   | ??                          | Temuco, Chile | Copa Aniversario de Temuco 2012          | Mapuche | Juvenil Obrero                        | 3-0       |
| 27 de febrero de 2012   | ??                          | Temuco, Chile | Copa Aniversario de Temuco 2012          | Mapuche | Juvenil Obrero                        | 8-0       |
| 9 de noviembre de 2012  | ??                          | Temuco, Chile | Amistoso                                 | Mapuche | Club Deportivo Porvenir de Temuco     | 1-3       |
| 19 de noviembre de 2012 | Estadio Germán Becker       | Temuco, Chile | Copa de Fútbol de Universitarios Mapuche | Mapuche | Universidad Autónoma de Chile         | 8-0       |
| 24 de noviembre de 2012 | Estadio Germán Becker       | Temuco, Chile | Copa de Fútbol de Universitarios Mapuche | Mapuche | Hogar Lawen Mapu                      | ?-?       |
| 29 de noviembre de 2012 | Estadio Germán Becker       | Temuco, Chile | Copa de Fútbol de Universitarios Mapuche | Mapuche | ?                                     | ?-?       |
| 7 de febrero de 2020    | ?                           | Chile         | Amistoso                                 | Mapuche | Deportivo Meza PLC                    | 5-4       |
| 18 de febrero de 2020   | ?                           | Chile         | Amistoso                                 | Mapuche | CD Comercial                          | 0-1       |
| 3 de marzo de 2020      | ?                           | Chile         | Amistoso                                 | Mapuche | Deportivo Meza PLC                    | 1-1       |